# 陳士駿
陳士駿（英語：Steve Chen，1978年8月25日—），臺裔美籍企業家，美國影片分享網站YouTube創辦人。

## 生平
陳士駿1978年8月25日出生於臺灣臺北市。他在臺北靜心小學就讀兩年後，便於八歲時移民到美國，中學時期熱愛數學、科學，後進入美國伊利诺伊大学厄巴纳-香槟分校電腦科學系就讀，大學四年級時加入 PayPal。他也是 Facebook 的早期員工，儘管他在幾個月後離開並創辦了 YouTube。
2005年2月，陳士駿與在 PayPal 的同事查德·賀利與賈德·卡林姆在美國加州共同創立了 YouTube，其中陳士駿擔任首席技術長。陳士駿表示，YouTube 當時以錄影的服務為目標，收集的影像內容從私人錄影帶到各種爆笑短片。
2006年6月，陳士駿被美國雜誌《Business 2.0》排為當年全球排名第28最具影響力企業人物。同年10月16日，陳士駿與赫利以16.5億美元的價格將 YouTube 出售給 Google，並因持有 YouTube 股權而成為 Google 的股東。Google 收購後幾個月，陳士駿診斷出腦瘤，在2009年開刀治療。
2011年，陈士骏与赫利创立了 AVOS Systems企业孵化器，該系統從雅虎收購了 Delicious！公司。2014年，陳士駿被曝已离开 AVOS，加入 Google Ventures。
2011年5月15日，陳士駿被《亞洲科學家雜誌》列為值得關注的15位亞洲科學家之一。
2016年，陳士駿與 Vijay Karunamurthy 一起創辦了直播美食網絡 Nom.com。2017 年，Nom.com 被關閉，其 Twitter 訊息流轉為私人，Facebook 帳號自2017年3月以來一直閒置。
2018年取得中華民國施行「外國專業人才延攬及僱用法」以來的首張就業金卡，並由時任行政院長賴清德親自頒發。
2020年赴台灣科技新創基地創業發展，並由時任科技部長吳政忠頒發VIP會員卡。

## 外部連結
- Steve Chen - YouTube的Facebook專頁
- steve_s_chen的Instagram帳戶
- YouTube上的陳士駿頻道 （页面存档备份，存于）
- 陳士駿的新浪微博
- YouTube上的YouTube創辦人駕到！陳士駿28歲從卡奴成百億富豪 創辦YouTube點子竟然是...